# 聖巴勃羅霍科皮拉斯
聖巴勃羅霍科皮拉斯是危地馬拉的城鎮，由蘇奇特佩克斯省負責管轄，位於該國中部，距離首府馬薩特南戈8公里，面積68平方公里，海拔高度597米，2002年人口16,141。
14°35′N 91°27′W / 14.583°N 91.450°W